# Arnold Toynbee

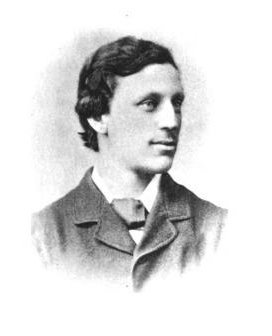
Arnold Toynbee.

Arnold Toynbee (* 23. August 1852 in London; † 9. März 1883 in Wimbledon) war ein britischer Volkswirtschaftswissenschaftler und Wirtschaftshistoriker. Toynbee war auch wegen seines sozialen Einsatzes für die Arbeiterklasse bekannt.

## Leben
Der Mediziner und Hals-Nasen-Ohrenarzt Joseph Toynbee war der Vater von Arnold Toynbee. Sein Onkel Harry Valpy Toynbee (1861–1941) war hingegen der Vater des Geschichtsphilosophen Arnold Joseph Toynbee (1889–1975), mit dem er aufgrund der Namensähnlichkeit oft verwechselt wird.
Arnold Toynbee besuchte Privatschulen in Blackheath und Woolwich und studierte ab 1873 Nationalökonomie an der Universität Oxford, zunächst am Pembroke College, ab 1875 am Balliol College.
1878 beendete Toynbee sein Studium der Nationalökonomie am Balliol College in Oxford und arbeitete fortan dort als Lehrer. Seine Vorlesungen über die Geschichte der Industriellen Revolution im Großbritannien des 18. und 19. Jahrhunderts erwiesen sich als äußerst einflussreich. Toynbee prägte im englischen Sprachraum maßgeblich den Begriff industrial revolution. Toynbee starb 1883 im Alter von 30 Jahren, nachdem sich sein Gesundheitszustand vermutlich infolge von Überarbeitung rapide verschlechtert hatte.

## „Vorlesungen über die Industrielle Revolution in England“
Eine Sammlung von Toynbee Vorlesungen wurde 1884 posthum veröffentlicht und rasch zu einem Klassiker der britischen Wirtschaftsgeschichte. Darin rekonstruierte er die Theorien von Adam Smith, Thomas Malthus und David Ricardo in ihrem historischen Kontext und plädierte für eine stärker historisch ausgerichtete Interpretation ökonomischer Entwicklungen, da die seinerzeit aktuelle Nationalökonomie zu abstrakt sei. Beispielsweise könne nur historisch verstanden werden, warum „2512 Personen die Hälfte des Bodens im Vereinigten Königreich besitzen“. Außerdem mache die historische Sichtweise die Relativität angeblich universeller ökonomischer Gesetzmäßigkeiten deutlich. Freihandel z. B. sei nicht grundsätzlich vorteilhaft für die wirtschaftliche Entwicklung, sondern nur unter bestimmten Bedingungen, die nicht unbesehen verabsolutiert werden dürften. Nur wenige ökonomische Gesetzmäßigkeiten besäßen universelle Gültigkeit, etwa das Gesetz der fallenden Profitrate. Daher gebe es auch keine allgemeingültigen wissenschaftliche Regeln darüber, wie weit der Staat in die Marktwirtschaft eingreifen dürfe; je nach Situation könnten unterschiedlich starke Regulierungen sinnvoll sein.
Toynbee warnt jedoch davor, die deduktive Wirtschaftswissenschaft einseitig zugunsten der Wirtschaftsgeschichte aufzugeben; vielmehr müssten abstrakte Theorie und historische Empirie sich gegenseitig beeinflussen: Wirtschaftstheoretische Kenntnisse ermöglichten ein besseres Verständnis geschichtlicher Vorgänge. Toynbee warnte aber davor, wie „Parteihistoriker“ Kontroversen der Gegenwart in die Vergangenheit hineinzulesen. Vielmehr müsse man „die Tatsachen um ihrer selbst willen verfolgen, aber mit einem wachen Sinn für die Probleme seiner eigenen Zeit“.
Toynbee kritisierte die theoretische Auffassung, Wettbewerb sei grundsätzlich förderlich für die wirtschaftliche und gesellschaftliche Entwicklung, und insbesondere die seinerzeit aufkommende Überhöhung des Wettbewerbs im Sozialdarwinismus. Toynbee schlägt vor, genau zwischen einem „Kampf ums Dasein“ und einem „Kampf um eine bestimmte Art von Dasein“ zu unterscheiden. Die gesamte menschliche Kultur sei von jeher darauf ausgelegt gewesen, in den „brutalen Kampf ums Dasein einzugreifen. Wir wollen die Gewalt des Kampfes abmildern und verhindern, dass die Schwachen niedergetrampelt werden“. Zwar habe wirtschaftlicher Wettbewerb durchaus Vorteile – ohne ihn gebe es keinen Fortschritt. Allerdings würden diese Vorteile mit einer „enormen Verschwendung von menschlichem Leben und menschlicher Arbeit erkauft, was durch Regulierung vermieden werden könnte“.
Er schlägt vor, zwischen Wettbewerb in der Produktion einerseits und in der Verteilung von Gütern andererseits zu differenzieren: „Der Kampf der Menschen, einander in der Produktion zu übertreffen, ist nützlich; ihr Kampf um die Aufteilung der gemeinsamen erzeugten Güter ist es nicht. Die stärkere Seite wird ihre Bedingungen diktieren; und in den frühen Tagen des Wettbewerbs nutzten die Kapitalisten tatsächlich all ihre Macht, um die Arbeiter zu unterdrücken und drückten die Löhne bis an die Hungergrenze. Diese Art Wettbewerb muss eingedämmt werden; es gibt kein historisches Beispiel dafür, dass er lange überdauert hätte, ohne dass er entweder durch Zusammenschluss [der Arbeiter] oder durch Gesetzgebung eingeschränkt worden wäre. In England sind beide Gegenmittel im Gebrauch, ersteres durch die Gewerkschaften, letzteres durch das Arbeitsrecht“. Marktwirtschaftlicher Wettbewerb sei an sich weder gut noch schlecht, sondern wie ein Strom, dessen natürliche Richtung und Flussgeschwindigkeit studiert werden müssten, um ihn durch Böschungen in eine nützliche Richtung zu kanalisieren. In der Frühphase der Industrialisierung sei er jedoch wie ein „Evangelium“ gesehen worden, an das man zu glauben habe, und von dem abzuweichen „fast schon als unmoralisch betrachtet wurde“.

## Soziales Engagement
Toynbee beschäftigte sich nicht nur akademisch mit der sozialen Frage, sondern engagierte sich aktiv für die Verbesserung der Lebensbedingungen des Proletariats. Unter anderem hielt er Vorträge für Arbeiter in großen britischen Industriestädten und unterstützte die Gründung von Gewerkschaften und Genossenschaften. Ein Schwerpunkt seiner Tätigkeit war das Armenviertel Whitechapel im Osten Londons, wo er sich z. B. für die Einrichtung öffentlicher Bibliotheken für die Arbeiter einsetzte.
Kurz nach seinem Tod (1884) wurde ein bis heute bestehendes Projekt im Osten Londons nach Toynbee benannt – die Toynbee Hall, die zum wichtigen Vorbild der Settlement-Bewegung bis hin zur heutigen Gemeinwesenarbeit wurde. Wichtiges Element des Projekts war, dass Studenten und Hochschullehrer nicht nur ehrenamtlich Arbeiter unterrichteten, sondern mit ihnen gemeinsam lebten und arbeiteten. Am Toynbee-Hall-Projekt engagierten sich vor allem Angehörige des Balliol College, Toynbees früherer Arbeitsstätte.

## Schriften
- 1884: Lectures On The Industrial Revolution In England. Whitefish, Montana: Kessinger Publishing (Taschenbuchausgabe 2004). ISBN 141912952X